# Magazinul Central din Cluj-Napoca
Magazinul Central din Cluj-Napoca este un centru comercial aflat în zona centrală a municipiului Cluj-Napoca. A fost construit în perioada guvernării comuniste, în urma unei investiții de 9 mil. Euro inițiată în 2008  urmînd să fie extins și refăcut.